# 呉市立片山中学校
呉市立片山中学校（くれしりつかたやまちゅうがっこう）は、広島県呉市東片山町にある公立中学校。

## 沿革
- 1948年（昭和23年）4月6日 - 呉市立片山中学校設置
- 1948年（昭和23年）9月16日 - 現在校地に移動
- 1962年（昭和37年）6月30日 - 円形校舎3階（普通教室12、特別教室3）竣工
- 2017年（平成29年）- 円形校舎3階解体

## 著名な出身者
- 太田房江 - 元大阪府知事
- 池端俊策 - 脚本家
- 土佐信道 - アーティスト、明和電機
- 山本淑稀 - 音楽プロデューサー